# Mango Airlines (Zuid-Afrika)
Mango Airlines, kortweg Mango, is een Zuid-Afrikaanse lagekostenluchtvaartmaatschappij. De maatschappij werd in 2006 opgericht als dochterbedrijf van South African Airways en is in handen van de Zuid-Afrikaanse overheid. OR Tambo International Airport in Johannesburg functioneert als hub.

## Bestemmingen
- Bloemfontein, Kaapstad, Durban, Johannesburg OR Tambo (hub), Johannesburg Lanseria, Port Elizabeth, George (nationaal)
- Zanzibar (Tanzania) (internationaal)